# همه چیزی که می‌بینم تو هستی
همه چیزی که می‌بینم تو هستی (به انگلیسی: All I See Is You) فیلمی در ژانر درام روان‌شناختی به کارگردانی مارک فورستر و نویسندگی فورستر و شان کانوی است که در سال ۲۰۱۶ منتشر شد. نخستین نمایش فیلم در جشنواره فیلم تورنتو در بخش ارائه‌های ویژه بود. از بازیگران آن می‌توان به بلیک لایولی و جیسون کلارک اشاره کرد.

## داستان
داستان این فیلم زندگی زن و شوهری به نام‌های جیمز (جیسون کلارک) و جینا (بلیک لایولی) را بازگفت می‌کند. جینا که بینایی خود را از برای برخورد رانندگی از دست داده، سرانجام راه بهبودی پیدا میکند. پزشک به او قطره‌ای می‌دهد که طی دوره‌ای مصرف کند. با بهبود یافتن بینایی جینا زندگی مشترکش با جیمز به چالش کشیده می‌شود. جیمز برای برگشتن به آرامش سابق و رابطه‌ای موفق، حتی حاضر می‌شود قطره‌های مخصوص جینا را دستکاری کند. جینا که به گمان خود جراحی چشمش ناموفق بوده اندوهگین است. جیمز متوجه می‌شود که مشکل ناباروری‌شان بخاطر خودش است ولی از همسرش مخفی می‌کند. تا اینکه جینا از دوست‌پسرش باردار شده و مشکلات زناشویی آنها تشدید می‌شود.

## بازیگران
- بلیک لایولی جینا
- جیسون کلارک جیمز
- آنا ارایلی کارلا
- ایوان استراهاوسکی کارن
- وس چتهم دنیل
- دنی هوستون دکتر هیوز